# Tai trong
Tai trong gồm có tai trong màng và tai trong xương. Tai trong màng là những túi và ống chứa dịch (dịch nội bạch huyết) nằm tự do trong những hốc xương tương ứng trong phần xương đá của xương thái dương. Các hốc xương đó gọi là tai trong xương cũng chứa đầy dịch (dịch ngoại bạch huyết).

## Tai trong xương
Tai trong xương gồm 3 khoang: tiền đình, các ống bán khuyên xương và ốc tai.

### Tiền đình và các khoang bán khuyên xương
Tiền đình là một khoang hình bầu dục, không đều, phần giữa phình rộng là nơi chứa túi bầu dục và túi nhỏ của tai trong màng. Phía sau, tiền đình thông với 3 khoang bán khuyên riêng biệt theo 3 chiều không gian: trên, ngang và sau.

### Ốc tai
Phía trước-giữa, tiền đình nối thông với ốc tai. Ốc tai là một phức hợp ống xương hình xoáy ốc (khoảng 2,5 vòng), xoắn quanh một trụ xương xốp gọi là trụ ốc. Trong trụ ốc chứa hạch thần kinh ốc tai
Nhìn mặt cắt ngang ốc tai thấy có 3 phòng:
| Phòng trên      | Phòng giữa              | Phòng dưới    |
| --------------- | ----------------------- | ------------- |
| thang tiền đình | thang giữa (ống ốc tai) | thang hòm nhĩ |

Thang hòm nhĩ tận cùng ở cửa sổ tròn, thang tiền đình tận cùng ở cửa sổ bầu dục. Hai thang này thông với nhau bởi một lỗ nhỏ ở đỉnh ốc gọi là khe tiền đình - nhĩ.
Tai trong xương chứa dịch ngoại bạch huyết, liên hệ với dịch não tủy ở khoang dưới màng nhện bởi ống ngoại bạch huyết.
Mặt trong của tai trong xương được lát bởi lớp trung biểu mô mỏng. Từ lớp biểu mô này có những bó sợi liên kết - mạch tới bám vào mặt ngoài các thành phần của tai trong màng để cố định và nuôi dưỡng cho tai trong màng.

## Tai trong màng
Tai trong màng gồm những cấu trúc màng nằm vùi trong dịch ngoại bạch huyết của tai trong xương. Thành của tai trong màng là một tấm xơ sợi, được lợp mặt trong bởi biểu mô lát đơn.
Những vùng tiếp xúc với tận cùng của dây thần kinh tiền đình và dây thần kinh ốc tai, lớp biểu mô này biệt hóa thành những cơ quan đặc biệt, đó là những cơ quan cảm thụ thăng bằng (mào và vết) và cơ quan cảm thụ thính giác (cơ quan Corti)
Tai trong màng gồm có: túi bầu dục, túi nhỏ, 3 ống bán khuyên, ống nội bạch huyết, túi nội bạch huyết và ống ốc tai. Các thành phần của tai trong màng mở thông với nhau.